# Saint-Georges-Blancaneix
Saint-Georges-Blancaneix (lokal auch Saint-Georges-de-Blancaneix) ist eine französische Gemeinde mit 280 Einwohnern (Stand 1. Januar 2022) im Département Dordogne in der Region Nouvelle-Aquitaine (vor 2016: Aquitanien). Die Gemeinde gehört zum Arrondissement Bergerac und zum Kanton Pays de la Force.
Der Name in der okzitanischen Sprache lautet Sent Jòrge de Blancanés und leitet sich vom heiligen Georg ab. Das okzitanische Wort blancanès bedeutet „Land des weißen Bodens“.
Die Einwohner werden Blancanésiens genannt.

## Geographie
Saint-Georges-Blancaneix liegt ca. 13 km nordwestlich von Bergerac in seinem Einzugsbereich (Aire urbaine). Die Gemeinde befindet sich im Gebiet Landais der historischen Provinz Périgord.
Umgeben wird Saint-Georges-Blancaneix von den Nachbargemeinden:
|                       | Bosset                                      |             |
| Fraisse               | Kompassrose, die auf Nachbargemeinden zeigt | Lunas       |
| Saint-Pierre-d’Eyraud | La Force                                    | Prigonrieux |

Saint-Georges-Blancaneix liegt im Einzugsgebiet des Flusses Dordogne.
Eines seiner Nebenflüsse, der Eyraud, durchquert das Gebiet der Gemeinde, zusammen mit seinen Nebenflüssen,
- dem Ruisseau du Vert,
- dem Blancaneix, der in Saint-Georges-Blancaneix entspringt, und
- dem Ruisseau de de Lagardie.[4]

## Einwohnerentwicklung
Nach Beginn der Aufzeichnungen stieg die Einwohnerzahl in der zweiten Hälfte des 19. Jahrhunderts auf einen Höchststand von rund 445. In der Folgezeit sank die Größe der Gemeinde bei relativ kurzen Erholungsphasen bis zu den 1960er Jahren auf rund 125 Einwohner, bevor eine Wachstumsphase einsetzte, die heute noch anhält.
| Jahr      | 1962 | 1968 | 1975 | 1982 | 1990 | 1999 | 2006 | 2010 | 2022 |
| --------- | ---- | ---- | ---- | ---- | ---- | ---- | ---- | ---- | ---- |
| Einwohner | 145  | 123  | 124  | 143  | 180  | 165  | 210  | 237  | 280  |

## Sehenswürdigkeiten

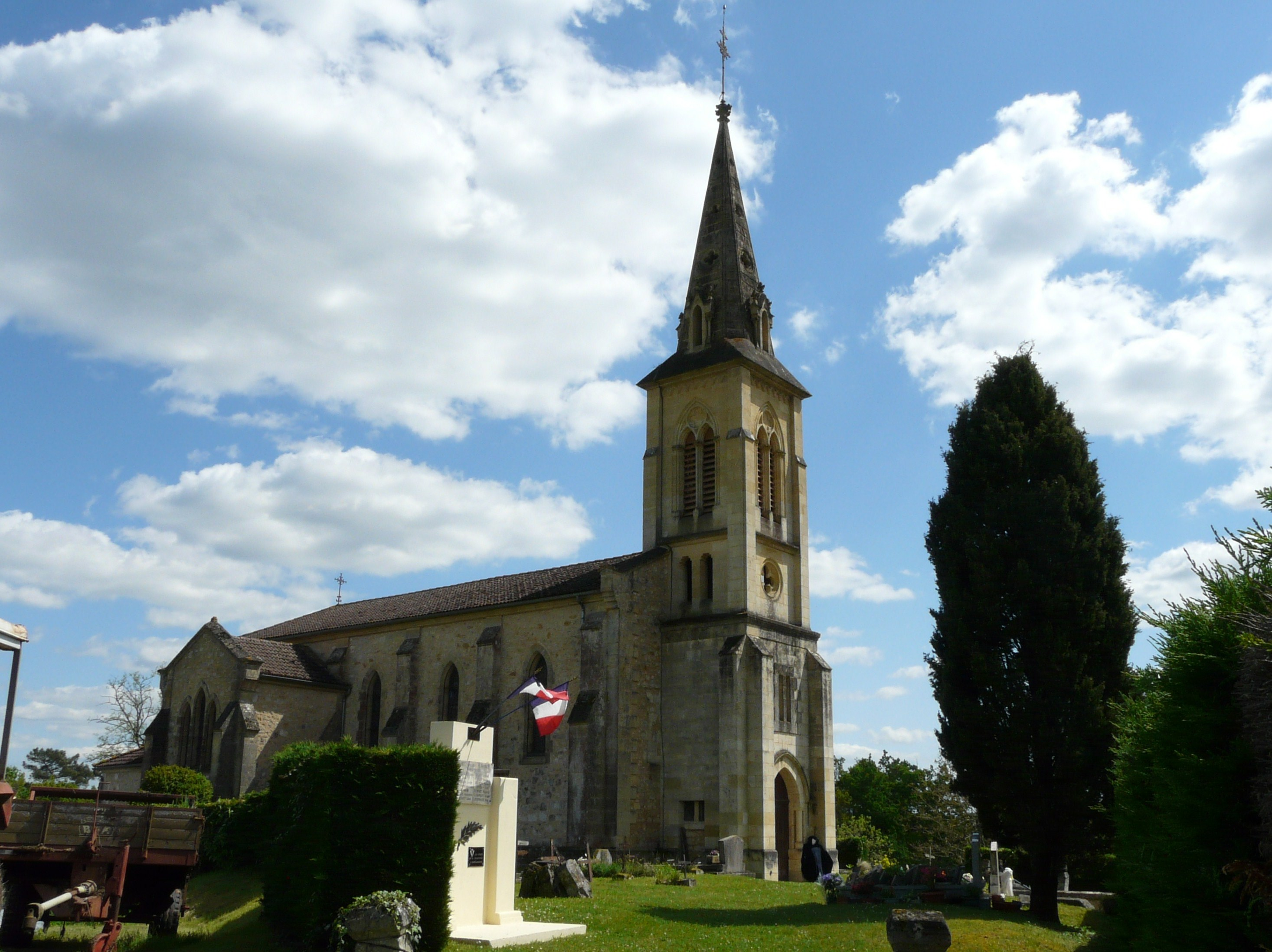
Pfarrkirche Saint-Georges
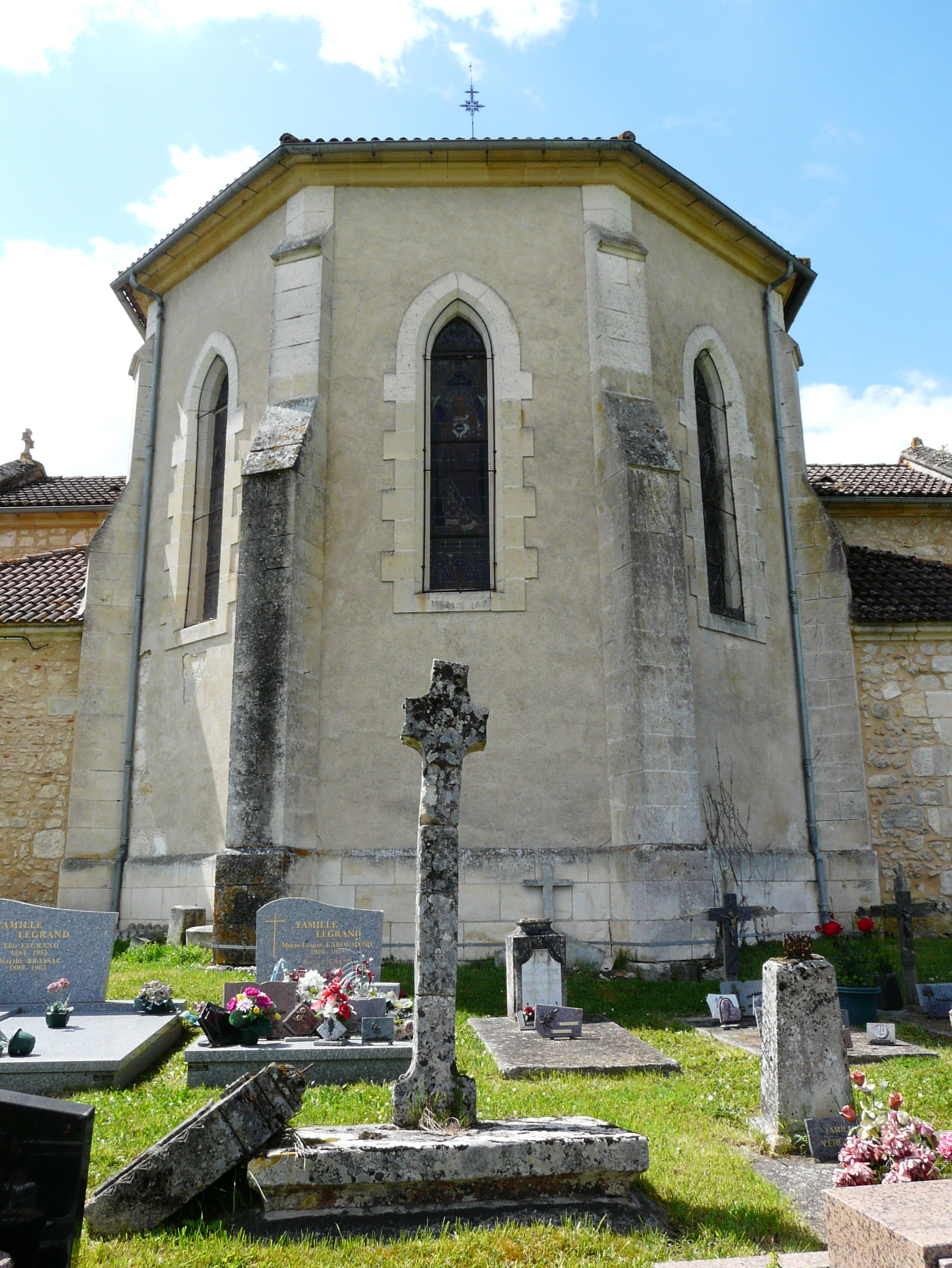
Apsis
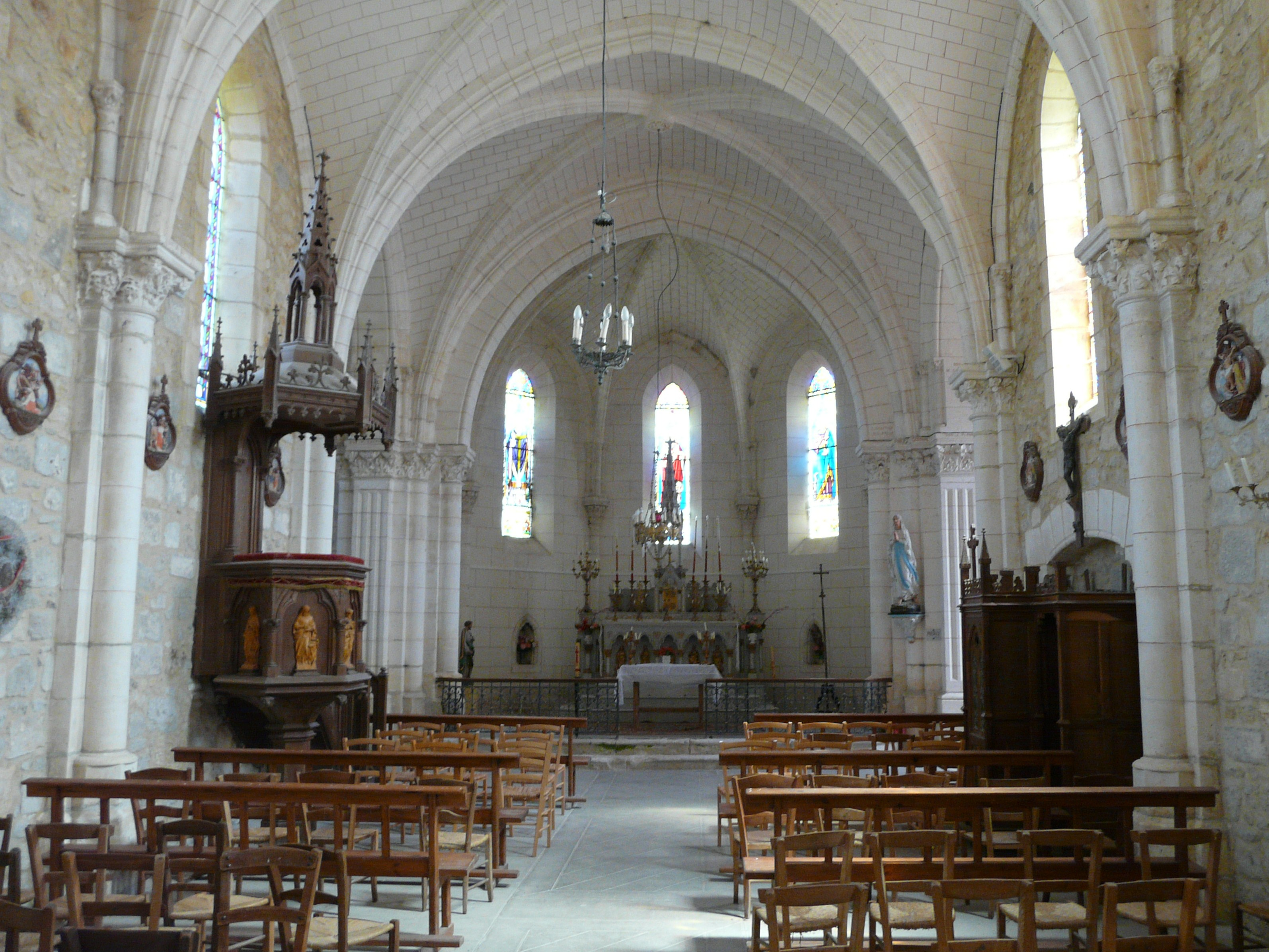
Kirchenschiff mit Blick auf den Chor

- Pfarrkirche Saint-Georges
- Apsis
- Kirchenschiff mit Blick auf den Chor

## Wirtschaft und Infrastruktur

### Verkehr
Saint-Georges-Blancaneix ist erreichbar über die Routes départementales 13, 15 und 16.